# الأصروم (مذيخرة)

تعديل مصدري - تعديل

الأصروم هي إحدى قرى عزلة الأفيوش بمديرية مذيخرة التابعة لمحافظة إب، بلغ تعداد سكانها 179 نسمة حسب تعداد اليمن لعام 2004.